# گری کالینز (بازیگر)
گری انیس کالینز (انگلیسی: Gary Ennis Collins؛ ۳۰ آوریل ۱۹۳۸ – ۱۳ اکتبر ۲۰۱۲) بازیگر و مجری آمریکایی بود. وی بین سال‌های ۱۹۶۲ تا ۲۰۱۲ میلادی فعالیت می‌کرد.
از فیلم‌ها یا برنامه‌های تلویزیونی که وی در آن نقش داشته‌است می‌توان به فرودگاه اشاره کرد.
وی همچنین برنده جوایزی همچون جایزهٔ امی دی‌تایم شده‌است. او در سال ۱۹۸۵ ستاره‌ای در پیاده‌روی مشاهیر هالیوود دریافت کرد.